# 10819 Mahakala
10819 Mahakala è un asteroide della fascia principale. Scoperto nel 1993, presenta un'orbita caratterizzata da un semiasse maggiore pari a 3,1433605 UA e da un'eccentricità di 0,1412774, inclinata di 1,37463° rispetto all'eclittica.
L'asteroide è dedicato ad uno dei nomi, Mahākala, con cui è conosciuto il dio Shiva.